# Nu Ceti
Désignations
Nu Ceti (ν Ceti / ν Cet) est un système d'étoiles triple de la  constellation équatoriale de la Baleine. Il est visible à l'œil nu et sa magnitude apparente combinée est de 4,86. C'est l'étoile la plus faible de l'astérisme en forme de cercle qui constitue la tête de la Baleine.

## Environnement stellaire
Le système présente une parallaxe annuelle de 9,59 ± 0,23 mas mesurée par le satellite Hipparcos, ce qui permet d'en déduire qu'il est distant de 340 ± 8 a.l. (∼ 104 pc) de la Teree. Il s'éloigne du Système solaire à une vitesse radiale héliocentrique de +4,8 km/s. On pense que Nu Ceti fait partie du courant de la Grande Ourse, un groupe d'étoiles partageant un mouvement commun à travers l'espace et une origine commune.

## Propriétés
La composante primaire, désignée Nu Ceti A, constitue une binaire spectroscopique à raies simples avec une période orbitale de 1,96 ans et une excentricité de 0,27. Sa composante visible, Nu Ceti Aa, est une géante jaune de type spectral G8III, qui est actuellement sur la branche horizontale. Son âge a été déterminé à 537 millions d'années. La masse de l'étoile est 2,65 fois supérieure à celle du Soleil et son rayon est environ 14 fois plus grand que le rayon solaire. Elle est 124 fois plus lumineuse que le Soleil et sa température de surface est de 5 101 K.
La troisième étoile du système, désignée Nu Ceti B, est un compagnon visuel qui partage un mouvement propre commun avec Nu Ceti A. Il s'agit d'une étoile jaune-blanc de la séquence principale de type spectral F7V et de magnitude 9,08. Elle a été identifiée pour la première fois par Struve. En date de 2016, l'étoile était localisée à une distance angulaire de 8,10 secondes d'arc et à un angle de position de 80° de Nu Ceti A.

## Nomenclature
ν Ceti, latinisé Nu Ceti, est la désignation de Bayer du système. Il porte également la désignation de Flamsteed de 78 Ceti.
En astronomie chinoise traditionnelle, Nu Ceti fait partie de l'astérisme de Tiān Qūn (en chinois 天囷), représentant un « grenier céleste circulaire ».